# Malîi Stîdîn, Kostopil
Malîi Stîdîn (în ucraineană Малий Стидин) este localitatea de reședință a comunei Malîi Stîdîn din raionul Kostopil, regiunea Rivne, Ucraina.

## Demografie
Componența lingvistică a localității Malîi Stîdîn
     Ucraineană (99,75%)
     Alte limbi (0,24%)
Conform recensământului din 2001, majoritatea populației localității Malîi Stîdîn era vorbitoare de ucraineană (99,75%), existând în minoritate și vorbitori de alte limbi.